# Yigoga multicuspis
Yigoga multicuspis là một loài bướm đêm trong họ Noctuidae.